# Jesper Olsen
Jesper Olsen (Faxe, Dinamarca, 20 de marzo de 1961) es un exfutbolista danés, siendo uno de los más destacados de la historia de este país. Se desempeñaba como extremo izquierdo y donde más destacó fue jugando para el AFC Ajax y el Manchester United.
Actualmente es el asistente del entrenador del Melbourne Heart australiano.

## Clubes
| Club                 | País         | Año       | Partidos | Goles |
| -------------------- | ------------ | --------- | -------- | ----- |
| Næstved BK           | Dinamarca    | 1977-1981 | 64       | 11    |
| AFC Ajax             | Países Bajos | 1981-1984 | 85       | 23    |
| Manchester United    | Inglaterra   | 1984-1988 | 139      | 21    |
| Næstved BK           | Dinamarca    | 1988      | 2        | 1     |
| Girondins de Burdeos | Francia      | 1988-1990 | 54       | 3     |
| SM Caen              | Francia      | 1990-1992 | 58       | 0     |

### Participaciones en Copas del Mundo
| Mundial                        | Sede   | Resultado        | PJ | Goles |
| ------------------------------ | ------ | ---------------- | -- | ----- |
| Copa Mundial de Fútbol de 1986 | México | Octavos de final | 4  | 3     |

## Palmarés
AFC Ajax
- Eredivisie: 1981-82, 1982-83
- Copa de los Países Bajos: 1983

Manchester United
- FA Cup: 1985

- Datos: Q453438
- Multimedia: Jesper Olsen / Q453438